# Shake It Off (pjesma Taylor Swift)
"Shake It Off"  je pjesma američke pjevačice Taylor Swift s njenog petog albuma, 1989. (2014). Pjesmu su napisali Swift, Max Martin i Shellback. Ova pjesma je u potpunom drugom smjeru od Swiftine prijašnje glazbe. "Shake It Off" je šesta pjesma na albumu te ujedno i glavni singl albuma. Pjesma je premijerno predstavljena 18. kolovoza 2014.
Retrospektivno, kritičari su "Shake It Off" smatrali učinkovitim pokretačem s kojim se Swif transformirala iz country pjevačice u pop zvijezdu. "Shake It Off" debitirao je na prvom mjestu na Billboard Hot 100 listi, postajući Swiftov drugi broj jedan u Sjedinjenim Američkim Državama. "Shake It Off" također je bio na vrhu ljestvica u Australiji, Kanadi, Mađarskoj, Novom Zelandu i Poljskoj.

## O pjesmi
Pjesmu "Shake It Off" napisali su Swift, Martin i Shellback. Producenti pjesme su Martin i Shellback, a trajanje pjesme je tri minute i trideset i devet sekundi. Glazbeno, "Shake It Off" je up-tempo, dance-pop pjesma i drugačija je od Swiftinog tradicionalnog country pop glazbenog stila.
Singl je podržao glazbeni video u režiji Marka Romaneka. Videospot je bio jedan od najviše prikaanijih video spotova na YouTube platformi sljedeće 3 godine. Pjesma je osvojila Nagradu za omiljenu pjesmu na dodjeli nagrada People's Choice za 2015., a također dobila nominacije za rekord godine, pjesmu godine i najbolju izvedbu pop solo na dodjeli Grammy Awards za 2015. godinu.

## Promocija
13. kolovoza 2014. u emisiji The Tonight Show u kojoj je voditelj poznati komičar Jimmy Fallon, Swift je izjavila kako će održati prijenos uživo putem Yahoo-a! 18. kolovoza 2014., izazvavši nagađanja o novoj glazbi putem njezinih računa na društvenim mrežama. Tijekom prijenosa uživo Swift je najavila detalje albuma 1989 te je debitirala pjesmu "Shake It Off" kao vodeći singl albuma i istovremeno premijerno izvela glazbeni video. "Shake It Off" objavljen je 18. kolovoza digitalno u izdanju Big Machine Recordsa.

## Ljestvice
| Ljestvice                  | Najviša pozicija |
| -------------------------- | ---------------- |
| Australija                 | 1                |
| Austrija                   | 6                |
| Belgija                    | 14               |
| Brazil                     | 56               |
| Češka                      | 1                |
| Danska                     | 4                |
| Finska                     | 6                |
| Francuska                  | 6                |
| Irska                      | 3                |
| Izrael                     | 4                |
| Japan                      | 4                |
| Kanada                     | 1                |
| Luksemburg                 | 8                |
| Mađarska                   | 1                |
| Meksiko                    | 1                |
| Nizozemska                 | 5                |
| Norveška                   | 3                |
| Novi Zeland                | 1                |
| Njemačka                   | 5                |
| Portugal                   | 3                |
| Rumunjska                  | 71               |
| Sjedinjene Američke Države | 1                |
| Slovačka                   | 1                |
| Slovenija                  | 1                |
| Španjolska                 | 2                |
| Švedska                    | 3                |
| Švicarska                  | 7                |
| Ujedinjeno Kraljevstvo     | 2                |